# 김지우 (2011년)
김지우(2011년 12월 19일 ~ )는 대한민국의 아역배우이다.

## 출연

### 방송

#### 드라마
- 2018년 SBS 《강남스캔들》
- 2019년 JTBC 《열여덟의 순간》
- 2019년 넷플릭스 《좋아하면 울리는》
- 2019년 KBS 2TV 《조선로코 - 녹두전》
- 2021년 tvN 《마인:MINE》 - 지원 역